# 港陽インターチェンジ
座標: 北緯35度6分1.7秒 東経136度53分7.8秒 / 北緯35.100472度 東経136.885500度

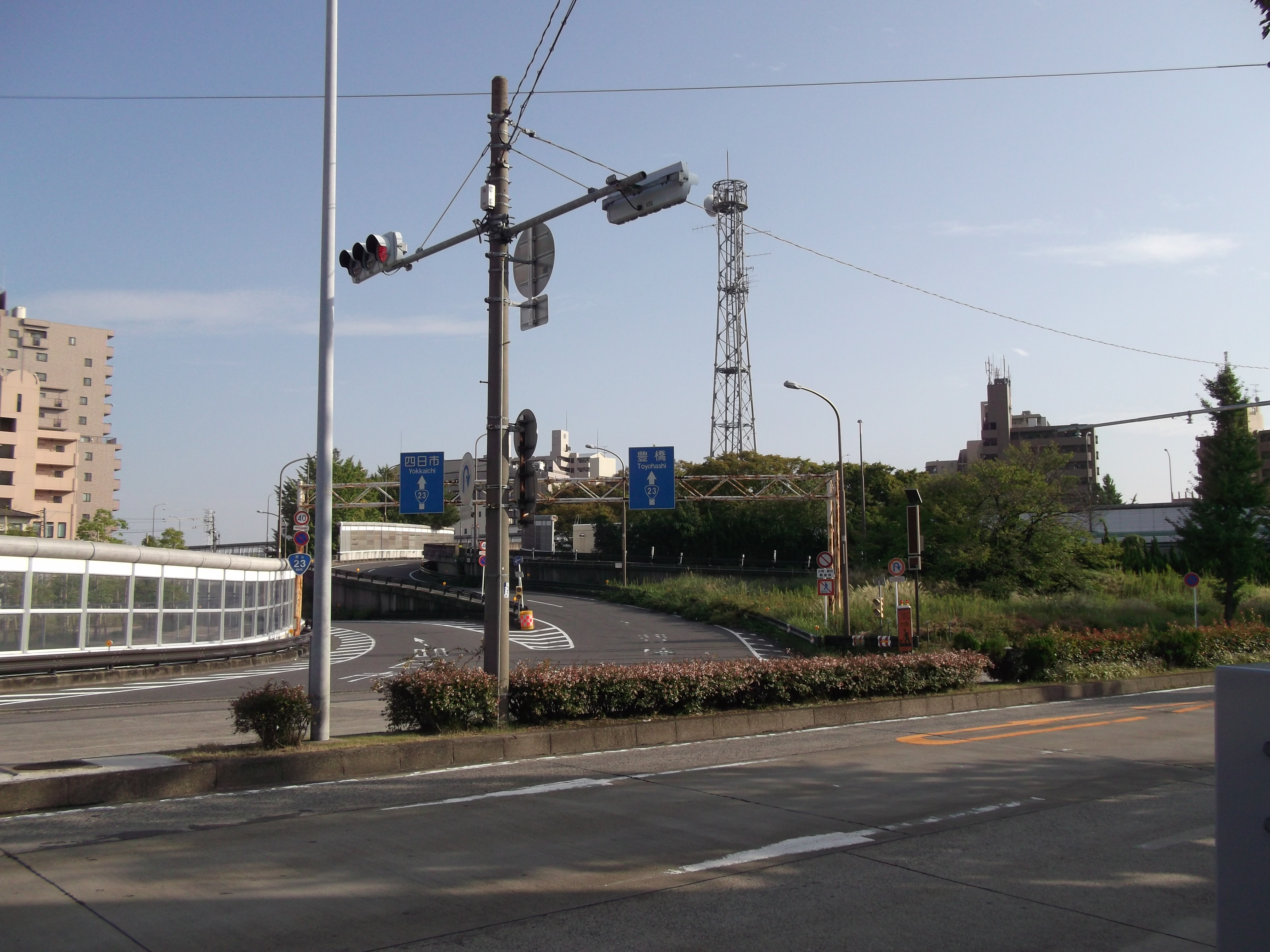
港陽インターチェンジ（2014年9月）

港陽インターチェンジ（こうようインターチェンジ）とは、愛知県名古屋市港区にある名四国道（国道23号）のインターチェンジである。東西に築地口ICの出入口が当ICを挟んで存在している。

## 道路
- 名四国道（国道23号）
- 国道154号

## 歴史
- 1972年10月1日 : 供用開始。

## 周辺
- 築地口ICを参照。

## 隣
名四国道（国道23号）
築地口IC（竜宮IC方面出入口） - 港陽IC - 築地口IC（寛政IC方面出入口）